# Samuel del Campo
Samuel del Campo (ur. 23 maja 1882, zm. w latach 60. XX wieku) – chilijski dyplomata, chargé d'affaires przy przedstawicielstwie rumuńskim Bukareszcie podczas II wojny światowej. Za swoje zasługi został odznaczony w 2016 tytułem Sprawiedliwego wśród Narodów Świata. 

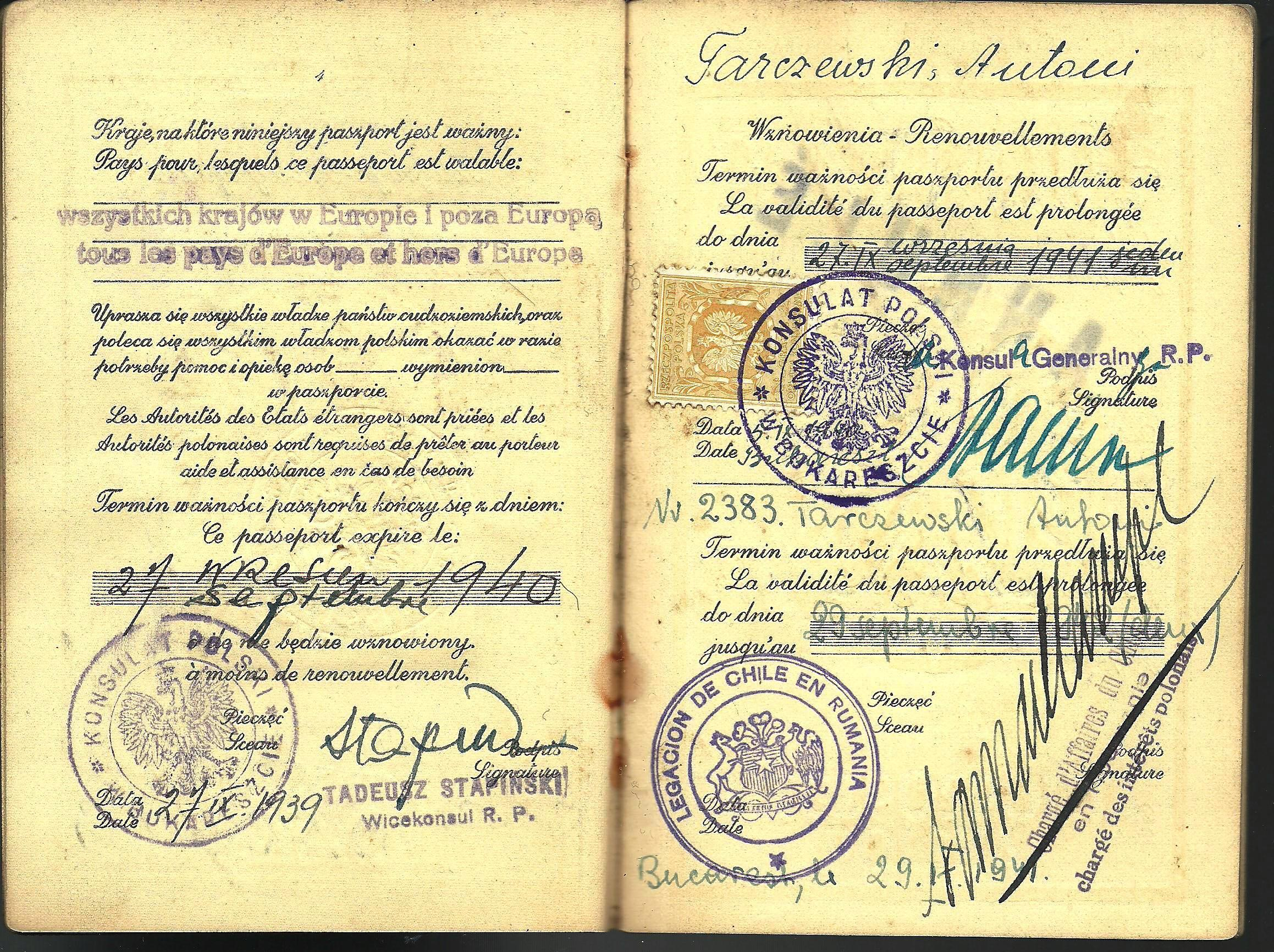
Polski paszport przedłużony w 1941 roku przez Samuela del Campo w celu pomocy Żydowi w ucieczce spod okupacji

W latach 1941–1943 wydając chilijskie paszporty uratował około 1200 Żydów, w tym obywateli polskich z getta w Czerniowcach.